# Hurling
Hurling är en irländsk lagsport.

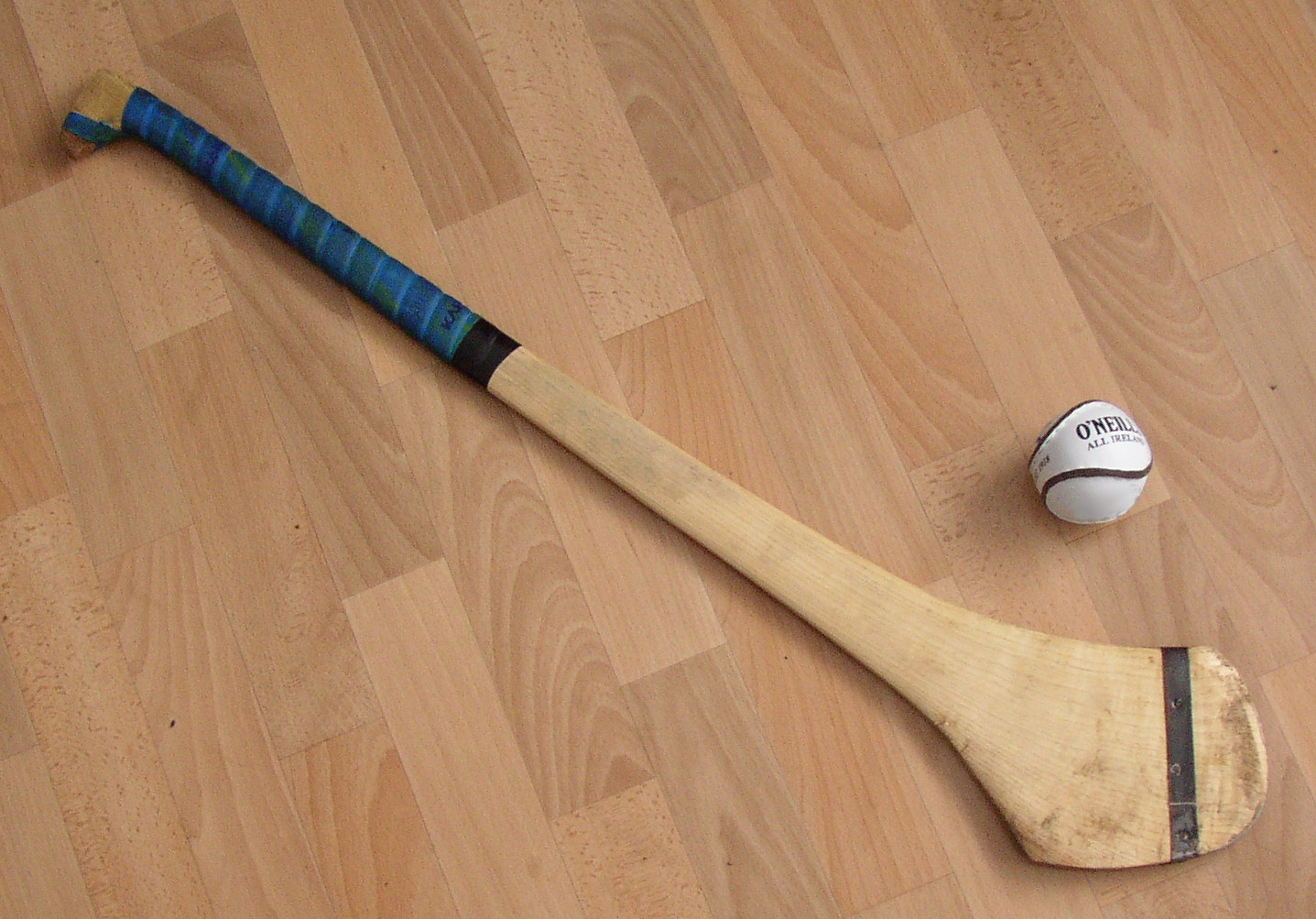
Boll och klubba för hurling

Den spelas på en rektangulär plan med ett H-format mål i vardera ändan. Måtten på planen och målen är desamma som används i gaelisk fotboll, med ungefärliga maximimått, 137 * 82 meter. Vardera laget består av femton spelare. Var och en är utrustad med en cirka 100 cm lång platt klubba (hurl, på gaeliska camán), samt i allmänhet ett slags hjälm som täcker främre delen av huvudet. Bollen (sliotar) är rund, gjord av en kärna av kork som är täckt med läder. Den är ungefär lika stor som en tennisboll men mycket hårdare.
Man tar poäng i hurling genom att antingen skjuta bollen under ribban, vilket ger ett mål som är lika med tre poäng, eller över ribban, vilket ger en poäng. Spelet spelas huvudsakligen med klubborna. Man får ta emot bollen med handen, men man får inte kasta den. Man får inte springa med bollen i handen mer än tre steg, man kan även springa medan man balanserar bollen på klubban. Man får passa genom att sparka bollen, slå den med handen eller klubban. En spelare som vill hålla bollen längre än tre steg måste då balansera eller studsa bollen på klubban.
Speltiden i en hurlingmatch är 2 * 35 minuter.
Sporten beskrivs i en irländsk krönika redan på 1200-talet.
Traditionellt syftar ordet hurling, på engelska, på denna sport när den spelas av män, medan kvinnor traditionellt spelar en version som kallas camogie.